# 克萊頓 (印地安納州)
克萊頓（英語：Clayton）是一個位於美國印地安納州亨德里克斯縣的城鎮。

## 人口
根據2010年美國人口普查的數據，克萊頓的面積為42.36平方千米，當中陸地面積為42.13平方千米，而水域面積為0.23平方千米。當地共有人口972人，而人口密度為每平方千米23人。